# لانسته
شهر لانسته (به فرانسوی: Lanester) در شهرستان موربیان در ناحیه بریتانی با جمعیت ۲۲٬۶۲۷ نفر در کشور فرانسه واقع شده است